# Ophicrania sagittarius
Ophicrania sagittarius är en insektsart som beskrevs av Bresseel och Bushell 2009. Ophicrania sagittarius ingår i släktet Ophicrania och familjen Phasmatidae. Inga underarter finns listade i Catalogue of Life.